# Запорожская АЭС
Запоро́жская АЭ́С (ЗАЭС; укр. Запорізька АЕС, ЗАЕС) — атомная электростанция, расположенная в степной зоне на берегу Каховского водохранилища в Запорожской области Украины. Крупнейшая атомная электростанция в Европе и девятая по величине в мире. Станция расположена на территории крупного промышленного комплекса, общей площадью 8 км², состоящего из шести водо-водяных энергетических реакторов (ВВЭР-1000), трёх тепловых (угольных и газовых) электростанций и города Энергодара. С 1996 года АЭС находится в ведении Национальной атомной энергогенерирующей компании «Энергоатом».
4 марта 2022 года, в ходе вторжения России на Украину, АЭС была оккупирована российскими войсками, которые разместили там тяжёлую военную технику и до 500 вооружённых солдат. В сентябре 2022 года из-за соображений безопасности работа всех реакторов была приостановлена. На март 2023 года ЗАЭС не генерирует электроэнергию, однако два реактора находятся в режиме «горячей остановки», обеспечивая паром и теплом станцию и близлежащий город Энергодар.
С сентября 2022 года на ЗАЭС работает специальная комиссия МАГАТЭ, отслеживающая ситуацию о положении дел на площадке. Оккупация ЗАЭС стала прецедентом в истории мировой атомной энергетики.

## Общая характеристика

Космический снимок Запорожской АЭС, 27 февраля 2022
1-6. Реакторные блоки
7. Сопротивления электропередач
8. Обстрелянный учебно-тренировочный центр
9. Хранилище радиоактивных отходов
10. Пруд-охладитель
11. Градирни
12. Каховское водохранилище.

ЗАЭС расположена на участке площадью 104,7 га на левом берегу Каховского водохранилища, рядом с городом Энергодаром Запорожской области Украины. В 10 километрах от станции расположен город Каменка-Днепровская, в 67 километрах — Васильевка, на противоположном берегу водохранилища — Никополь и Марганец, в 550 км к северо-западу — Киев. Решение разместить ЗАЭС в степной зоне было принято по трём основным причинам: местные земли были не особенно пригодны для сельского хозяйства, рядом находилась уже построенная Запорожская ТЭС со всей необходимой инфраструктурой, при этом регион удалён от границ с иностранными государствами. С 1996 года эксплуатацией станции занимается НАЭК «Энергоатом».
Запорожская атомная электростанция — крупнейшая атомная электростанция (АЭС) в Европе, а также девятая по величине в мире. На 2023 год является одной из четырёх действующих в Украине АЭС. Станция эксплуатируется компанией «Энергоатом». На 2021 год Запорожская АЭС генерировала 40-42 млрд кВт·ч, что составляло почти 21 % производства электроэнергии Украины и 50 % от всей выработки электроэнергии атомными станциями страны. Энергия от ЗАЭС поставляется в Днепропетровскую, Запорожскую, Николаевскую, Херсонскую и Одесскую области. До аннексии Крыма ЗАЭС также поставляла энергию на полуостров. Поставки прекратились в 2015 году, когда неизвестные взорвали опоры ЛЭП на границе с Херсонской областью. За период с 1984 по 2021 год станция выработала около 1,23 триллиона кВт·ч. Вырабатываемой электроэнергии хватало для обеспечения примерно 10 млн человек по всей Украине, а также десятков крупных промышленных предприятий, включая «АрселорМиттал Кривой Рог», «Запорожсталь», «Днепроспецсталь» и авиастроительное объединение «Мотор Сич».

## История

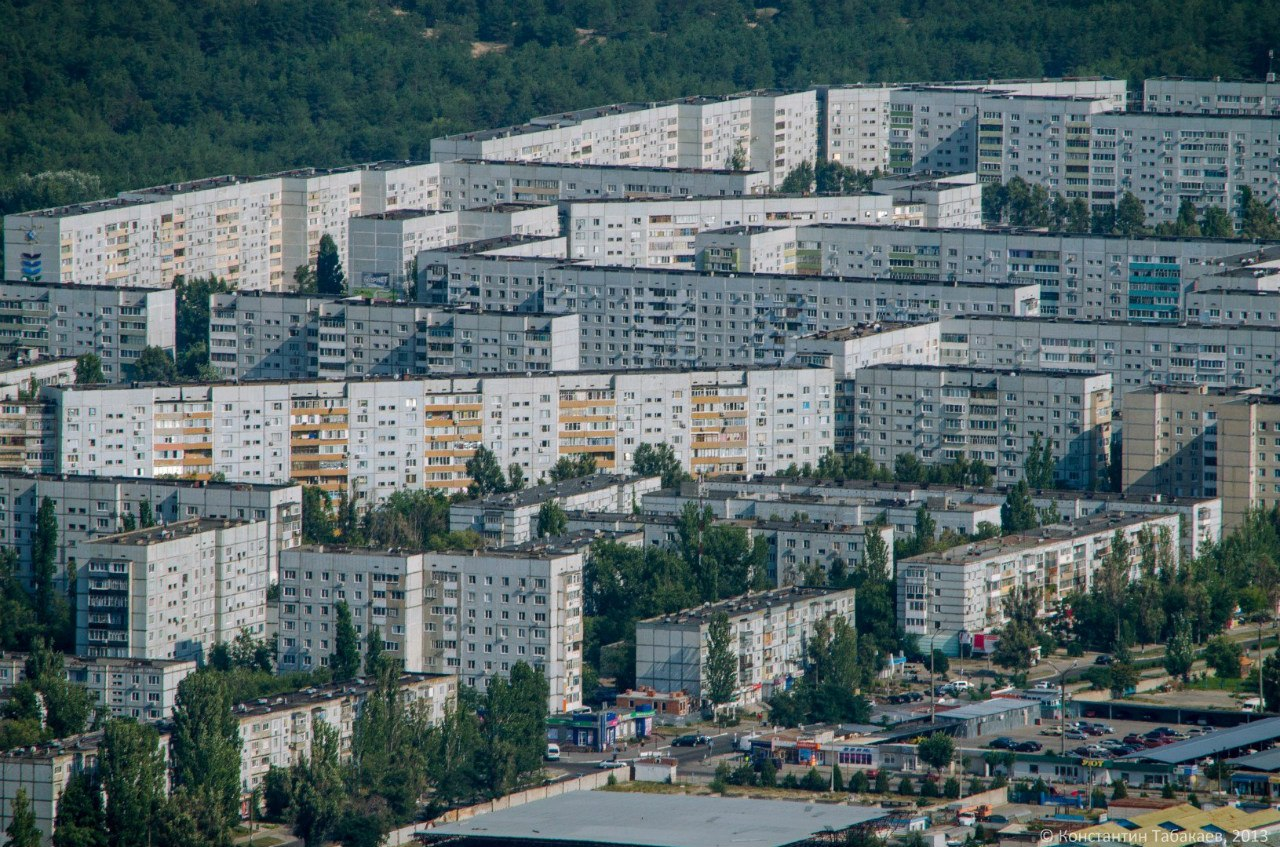
Вид на жилые дома Энергодара в 2013 году

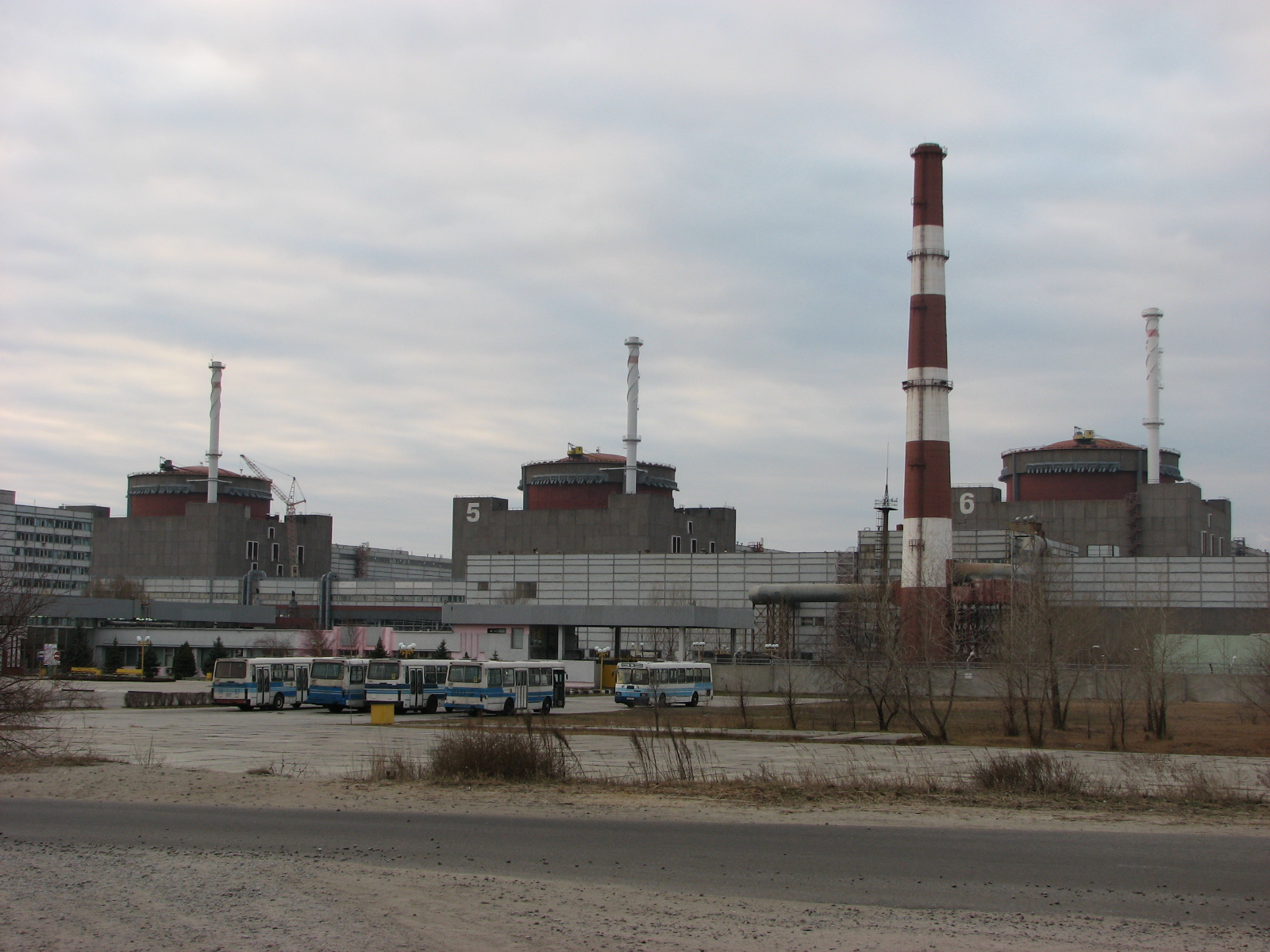
ЗАЭС в 2011 году

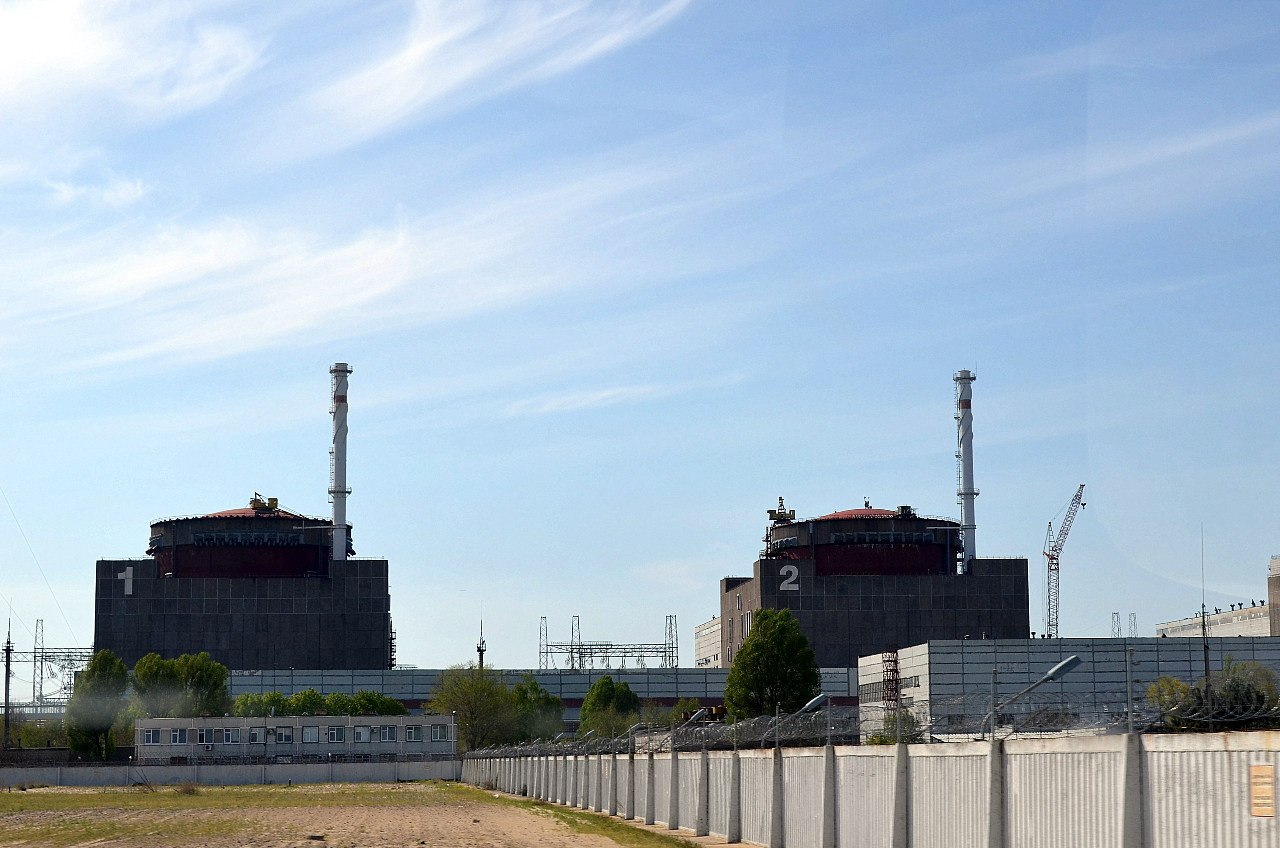
Первый и второй энергоблоки в 2015 году

Решение о строительстве в Украине ряда атомных электростанций, включая Запорожскую АЭС, было принято Советом Министров СССР в 1978 году. Для размещения строителей и в дальнейшем до 11 000 работников станции рядом был возведён «город-спутник» — Энергодар, что дало мощный толчок экономическому развитию региона. Проект ЗАЭС был утверждён в 1980 году. Первая очередь строительства включала четыре энергоблока с водо-водяными реакторами ВВЭР-1000, суммарная мощность станции составила 4000 МВт. Фундамент реакторного отделения первого энергоблока был заложен 1 апреля 1981 года, а уже в конце 1982-го начался монтаж реактора.
Запуск первого энергоблока состоялся 9 ноября 1984 года. Второй, третий и четвёртый блоки были введены в эксплуатацию в 1985, 1986 и 1987 годах. Оборудование для Запорожской АЭС производили в Волгодонске, Санкт-Петербурге и Харькове. Реакторы ВВЭР-1000 были изготовлены ленинградским предприятием «Ижорские заводы», паровые турбины мощностью 1000 МВт были поставлены Харьковским турбинным заводом, турбогенераторы — заводом «Электросила», а сейсмостойкие перегрузочные машины МПС-1000 — производственным объединением «Атоммаш».
В 1988 году был утверждён проект по строительству двух дополнительных энергоблоков с аналогичными реакторами; 5-й блок был введён в эксплуатацию уже в 1989 году. Однако спустя год работы над последним 6-м энергоблоком были заморожены из-за введения Верховным Советом Украинской ССР моратория на возведение новых атомных сооружений. Решение было принято из-за опасений повторения сценариев аварии на Чернобыльской АЭС. Спустя четыре года мораторий был снят — распад СССР, ухудшающаяся экономика в стране, суровые зимы и растущий спрос на электроэнергию вынудил руководство Украины возобновить строительство. 6-й блок ЗАЭС был подключён к сети в 1995 году.
В 1992 году на станции был создан учебно-тренировочный центр для поддержания профессиональной подготовки персонала. В 1996 году ЗАЭС перешла в ведение «Энергоатома». В начале 2000-х на Запорожской АЭС заработала информационно-измерительная система «Кольцо» по мониторингу радиационной обстановки как на самой АЭС, так и в санитарно-защитной и 30-километровой зонах.

## Технические характеристики
ЗАЭС состоит из шести энергоблоков, работающих на водо-водяном реакторе. Каждый блок включает в себя реактор ВВЭР-1000/В-320, паровую турбину К-1000-60/1500-2 и генератор ТВВ-1000-4.
Расчётный срок эксплуатации реакторов ВВЭР-1000 составляет 30 лет. По истечении этого срока «Энергоатом» модернизировал оборудование на ряде энергоблоков, установил датчики натяжения и другие передовые системы безопасности, что позволило продлить сроки эксплуатации 1-4 реакторов до 2025, 2026, 2027 и 2028 года соответственно. После этого «Энергоатом» должен провести повторную проверку на возможность продления их работы. В феврале 2021 года был также модернизирован Центральный пульт радиационного контроля АЭС.
До 2016 года для работы станции Украина закупала ядерное топливо у российской компании ТВЭЛ. В 2008 году «Энергоатом» и Westinghouse Electric Company подписали контракт на поставку топлива для украинских реакторов начиная с 2011 года. ЗАЭС и Южно-Украинская АЭС были выбрана в качестве опытных площадок для проекта по внедрению нового топлива. Однако при пробном испытании нового топлива на Южно-Украинской АЭС часть топливных сборок деформировалась, что привело к повреждению реактора. В результате Украина приостановила использование нового топлива и потребовала от Westinghouse провести редизайн топливных сборок. После смены правительства в 2014 году контракт был возобновлён и продлён. В начале 2018 года «Энергоатом» и Westinghouse Electric продлили контракт до 2025 года. В феврале 2016 года на ЗАЭС поступила первая партия топлива производства Westinghouse Electric, которая была загружена в энергоблок № 5. Первые три года реактор действовал на смешанной активной зоне, для чего требововалась модернизация систем внутриреакторного контроля, которую обеспечило НПО «Импульс». В 2019 году 5-й энергоблок был полностью переведён на топливо от Westinghouse. В 2021 году состоялся полный перевод на топливо Westinghouse энергоблоков 1, 3 и 4. Смена используемого топлива позволило Украине уменьшить зависимость от российских поставок. В марте 2022 года Украина полностью отказалась от закупки ядерного топлива у России.
Вырабатываемая на ЗАЭС электроэнергия поступает в электрическую сеть Украины по четырём основным воздушным линиям электропередач напряжением 750 кВ. Главная линия проходит на север по переходу ЛЭП через Каховское водохранилище и ведёт к Днепровской подстанции к югу от Вольногорска в Днепропетровской области. Три резервные линии 330 кВ не используются в штатном режиме, но могут быть активированы для подачи электроэнергии в чрезвычайных ситуациях. На случай полной потери внешнего электроснабжения каждый реактор имеет три резервных дизель-генератора. Атомным электростанциям требуются резервные источники электроэнергии для обеспечения охлаждения и отвода остаточного тепла, выделяемого остановленными реакторами, а также для обслуживания объектов (например, управления системами, освещения, связи, вентиляции). В 2021 году была построена дополнительная линия электропередачи в 750 кВ, проходящая в 186 км на юго-запад до подстанции Каховская, западнее Новой Каховки. Это позволило снизить ограничения по передаче и обеспечить дополнительную выработку электроэнергии станцией на 17 млн кВт·ч в сутки. В этот же год мощность ЗАЭС впервые в истории довели до 6140 МВт, поставив рекорд в вырабатываемой энергии за 37 лет работы.
| Энергоблок  | Тип реакторов | Мощность | Мощность | Начало строительства | Подключение к сети | Ввод в эксплуатацию | Окончание проектного срока эксплуатации | Продлённый срок эксплуатации |
| Энергоблок  | Тип реакторов | Чистый   | Брутто   | Начало строительства | Подключение к сети | Ввод в эксплуатацию | Окончание проектного срока эксплуатации | Продлённый срок эксплуатации |
| ----------- | ------------- | -------- | -------- | -------------------- | ------------------ | ------------------- | --------------------------------------- | ---------------------------- |
| Запорожье-1 | ВВЭР-1000/320 | 950 МВт  | 1000 МВт | 01.04.1980           | 10.12.1984         | 25.12.1985          | 23.12.2015                              | 23.12.2025                   |
| Запорожье-2 | ВВЭР-1000/320 | 950 МВт  | 1000 МВт | 01.01.1981           | 22.10.1985         | 15.02.1986          | 19.02.2015                              | 19.02.2026                   |
| Запорожье-3 | ВВЭР-1000/320 | 950 МВт  | 1000 МВт | 01.04.1982           | 10.12.1986         | 05.03.1987          | 05.03.2017                              | 05.03.2027                   |
| Запорожье-4 | ВВЭР-1000/320 | 950 МВт  | 1000 МВт | 01.04.1983           | 18.12.1987         | 14.04.1988          | 04.04.2018                              | 04.04.2028                   |
| Запорожье-5 | ВВЭР-1000/320 | 950 МВт  | 1000 МВт | 01.11.1985           | 20.08.1989         | 27.10.1989          | 27.05.2020                              | Работы по продлению СЭ       |
| Запорожье-6 | ВВЭР-1000/320 | 950 МВт  | 1000 МВт | 01.06.1986           | 19.10.1995         | 16.09.1996          | 21.10.2026                              | Работы по продлению СЭ       |

## Хранилище отработавшего топлива
До распада СССР отработавшее ядерное топливо с ЗАЭС вывозили на завод по хранению и переработке отходов в Челябинске. При этом на станции действовал собственный бассейн отработанного ядерного топлива, однако долгосрочное хранение отходов на нём невозможно — при его заполнении работа ЗАЭС должна быть полностью остановлена. После получения независимости услуга вывоза топлива на переработку в Россию резко подорожала и составляла около $200 млн. Поэтому в 2001 году на Запорожской АЭС началось строительство промежуточного сухого хранилища (СХОЯТ), введение в эксплуатацию состоялось в 2004 году. Система хранения может вместить более 9000 отработавших тепловыделяющих сборок (ОТВС) в 380 вентилируемых контейнерах по 144 тонн каждый. Станция стала первой украинской АЭС с реакторами типа ВВЭР, в состав которой вошли СХОЯТ со сроком службы в 50 лет. В среднем с одного реактора ВВЭР-1000 вырабатывается 42 отработавших тепловыделяющих сборки в год (ОТВС), что составляет 252 ОТВС для всей станции. На 2022 год в СХОЯТ хранилось 174 бетонных контейнера, в каждом из которых помещалось по 24 сборки отработавшего ядерного толива.
В 2020 году на территории также было построено Централизованное хранилище отработавшего ядерного топлива (ЦХОЯТ), что позволило Украине полностью отказаться от отправки ОЯТ в Россию. Вокруг площадки ЦХОЯТ возведена стена для защиты от радиационного воздействия.

## Происшествия

### Пожар 1984 года
27 января 1984 года на первом энергоблоке, в период подготовки станции к пуску, произошёл пожар, который был потушен только через 18 часов. Выгорела вся начинка шахты: свыше 4 тысяч блоков управления, 41 электродвигатель, 700 км различных кабелей. В тушении участвовали 115 пожарных. Прямой ущерб составил 1 456 000 рублей в ценах 1984 года.

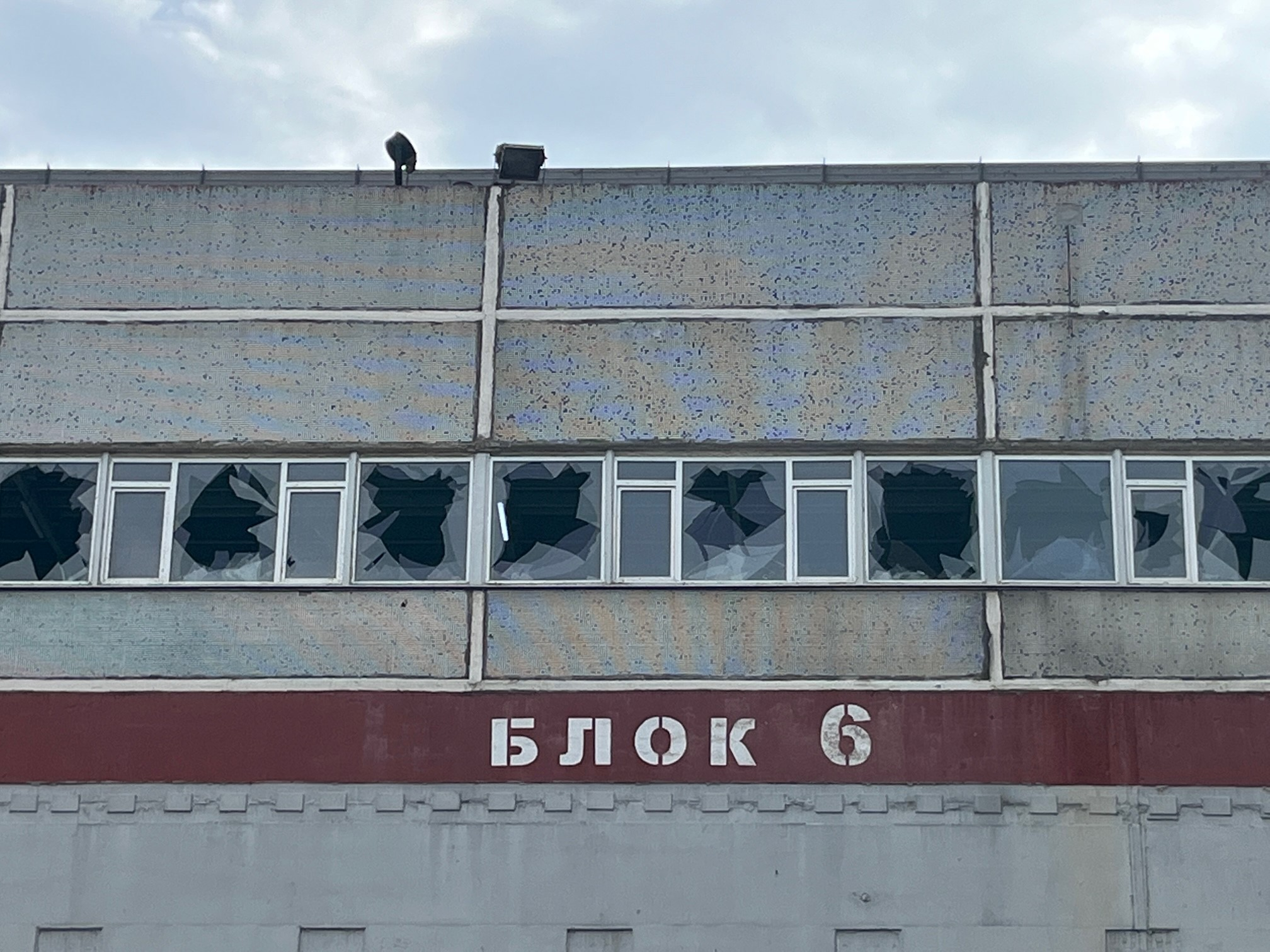
Выбитые стёкла на одном из зданий, относящихся к энергоблоку № 6. Повреждения зафиксированы инспекцией МАГАТЭ 1 сентября 2022 года.

### 1991—2014
25 ноября 1998 года на 5-м блоке ЗАЭС произошёл инцидент из-за человеческого фактора при проведении регламентных работ. Ошибочное закрытие запорного клапана привело к отключению насоса МФВ-1 с последующим снижением мощности реактора за счет срабатывания защиты от сброса нагрузки быстрого реактора и ограничителя мощности реактора.
28 ноября 2014 года в 19:24 третий энергоблок АЭС был отключён. Это произошло из-за повреждения обмотки трансформатора напряжения секции питания. Предварительная оценка уровня события по международной шкале ядерных событий: ниже шкалы / уровень «0». Отключение привело к недостатку электроэнергии в Ивано-Франковске, Одессе, Тернополе. 5 декабря, как и планировалось, блок был подключён к сети. 13 декабря 2014 года на фоне большого дефицита мощности в энергосистеме Украины Запорожская АЭС досрочно вывела из планового ремонта первый энергоблок. Его должны были подключить к сети накануне нового года. Ремонтные работы были рассчитаны на 114 дней, но атомщикам удалось уложиться в 97 суток.
28 декабря 2014 года на АЭС был отключён 6-й блок. Вечером того же дня было начато его включение в сеть. 29 декабря в российских СМИ (LifeNews, НТВ) появились фотографии якобы оперативных сводок Государственная служба Украины по чрезвычайным ситуациям от 28 и 29 декабря, обнаруженные журналистами в интернете, в которых приводятся уровни радиационного фона на АЭС и в СХОЯТ в 4,7—5 мкЗв/ч, что примерно на порядок больше природного фона. При этом в автоматизированной системе мониторинга АСКРО превышения радиационного фона на ЗАЭС зафиксировано не было, компания «Энергоатом» также опровергла сообщения СМИ, назвав опубликованные фотографии подделкой, отметив отсутствие превышения радиационного фона на станции. Государственная инспекция ядерного регулирования Украины также сообщила, что радиационный фон не превысил обычных значений. 31 декабря УНИАН со ссылкой на ГСЧС привела оригиналы оперативных сводок и указала на фрагменты, сфальсифицированные в них при публикации в LifeNews. Оригиналы документов указывали радиационный фон на уровне 0,12—0,14 мкЗв/ч, что соответствует природному фону.

### Оккупация ЗАЭС
1 марта 2022 года в ходе вторжения России её войска захватили территорию вокруг ЗАЭС — впервые в мировой истории боевые действия происходили вблизи действующей АЭС, после чего Международное агентство по атомной энергии (МАГАТЭ) потеряло связь со станциями мониторинга ЗАЭС. С тех пор станция находится под контролем российских войск. При этом формально станция по-прежнему осталась под управлением украинского «Энергоатома». После захвата станции сотрудники подвергались допросам и пыткам, известно о погибших. Сотрудники ЗАЭС сообщали, что российские военные обстреливали линии электропередач, стараясь отрезать станцию от украинской сети, чтобы потом подключить её к российской. Из-за опасений по поводу безопасности энергоблоков в сентябре 2022 года МАГАТЭ разместило на станции группы мониторинга. Артиллерийские обстрелы постоянно нарушают работу высоковольтных линий, соединяющих станции с энергосистемой Украины, при этом своевременный ремонт затруднён из-за нехватки расходных материалов. На фоне перебоев с электропитанием 11 сентября 2022 года работа реакторов ЗАЭС была полностью остановлена.
По состоянию на начало 2023 года, ЗАЭС не генерирует электроэнергию, однако два реактора находятся в режиме «горячей остановки», обеспечивая паром и теплом станцию и близлежащий город Энергодар. На станции продолжают находиться около 500 российских военнослужащих, на территории также размещена военная техника. Несмотря на несколько зафиксированных ударов на территории ЗАЭС, на март 2023 года данных об утечках радиации, повреждении реакторов, хранилищ ОЯТ, систем охлаждения или систем резервного питания не поступало.
С начала вторжения МАГАТЭ активно выступало за создание демилитаризованной зоны вокруг ЗАЭС. Эти рекомендации были выданы по итогам работы комиссии экспертов МАГАТЭ, прибывших на станцию в начале сентября. В присутствии представителей «Росатома» они осмотрели станцию и впоследствии опубликовали отчёт, в котором призвали создать охраняемую зону радиационной безопасности. Впоследствии глава МАГАТЭ Рафаэль Гросси посещал Киев для встречи с Владимиром Зеленским и общался с российским руководством в Москве. Однако кризис так и не был разрешён — российская сторона отказывалась от демилитаризации станции под предлогом обеспечения её безопасности. В декабре 2022 года министр энергетики Украины Герман Галущенко сообщил о готовности России заменить солдат на станции служащими Росгвардии. Однако Украина настаивала на полной демилитаризации станции возвращения её под управление украинского оператора — «Энергоатома». В январе 2023 года советник главы «Росатома» Ренат Карчаа оправдывал отсутствие прогресса в переговорах необходимостью согласованного механизма работы безопасной зоны в районе АЭС. Дополнительную трудность составляет тот факт, что демилитаризованная зона должна включать город Энергодар из-за его тесной связи и близости к атомным электростанциям и линиям электропередач, которые проходят через всю территорию. Создание такой зоны отчуждения в центре зоны боевых действий высокой интенсивности чрезвычайно сложно и редко удавалось в других конфликтах.

### Риски аварии
ЗАЭС не спроектирована для нахождения в зоне военных действий, поэтому боевые действия рядом со станцией несут ряд потенциальных рисков. Одно из основных опасений, высказываемых экспертами, является риск попадания снарядов в хранилище ядерных отходов. Разрушение контейнеров сравнимо с разрушением реакторов и может привезти к радиоактивному заражению окружающей среды, включая Каховское водохранилище. Ещё с началом войны на Донбассе в 2014 году экологи и эксперты высказывали обеспокоенность, что отходы хранятся на станции, которая находится близко к зоне конфликта.
Защитный колпак станции может выдержать падение самолёта массой около 5,7 тонны (примерно, «кукурузник» Ан-2), однако пробивная мощность любой артиллерийской системы гораздо больше, потому что снаряды предназначены для проникновения через броню. При этом здание гермооболочки не рассчитано на попадание широко используемых ракет, как «Калибр» или «Точка-У». Падение одной из этих ракет даже на расстоянии 47 метров или меньше от реактора может вызвать давление ударной волны выше расчётного предела защитной оболочки. Дополнительные риски повреждения реакторов несёт размещение российской армией на территории АЭС реактивных систем залпового огня и другого вооружения.
В марте 2023 года украинские власти заявили, что за год оккупации состояние ЗАЭС значительно ухудшилось. По мнению украинской стороны, российская сторона может намеренно стремиться к выводу станции из строя в случае деоккупации региона украинской армией.